# Bâtiment de l'imprimerie Karamata
Le bâtiment de l'imprimerie Karamata (en serbe cyrillique : Зграда штампарије Карамата ; en serbe latin : Zgrada štamparije Karamata) est situé à Belgrade, la capitale de la Serbie, dans la municipalité urbaine de Zemun. En raison de sa valeur architecturale, cet édifice, construit au tournant des XVIIIe et XIXe siècles, figure sur la liste des monuments culturels protégés de la république de Serbie et sur la liste des biens culturels de la ville de Belgrade.

## Présentation
Le bâtiment de l'imprimerie Karamata, situé 7 rue Glavna, a été construit au tournant des XVIIIe et XIXe siècles dans un style mêlant des éléments classiques et baroques. Formé de deux ailes et bâti en pisé, il est constitué d'une cave, d'un rez-de-chaussée et d'un étage surmonté d'un toit pentu. Les façades sont symétriques et rythmées par le jeu des fenêtres. Le rez-de-chaussée était consacré au commerce tandis que le premier étage servait de quartier d'habitation.
La maison a appartenu à la famille Stefanović-Vilovski puis, à la fin XIXe siècle, elle a abrité l'imprimerie de Jovan Karamata. Pendant un certain temps, elle a accueilli dans ses murs l'hôtel Evropa.

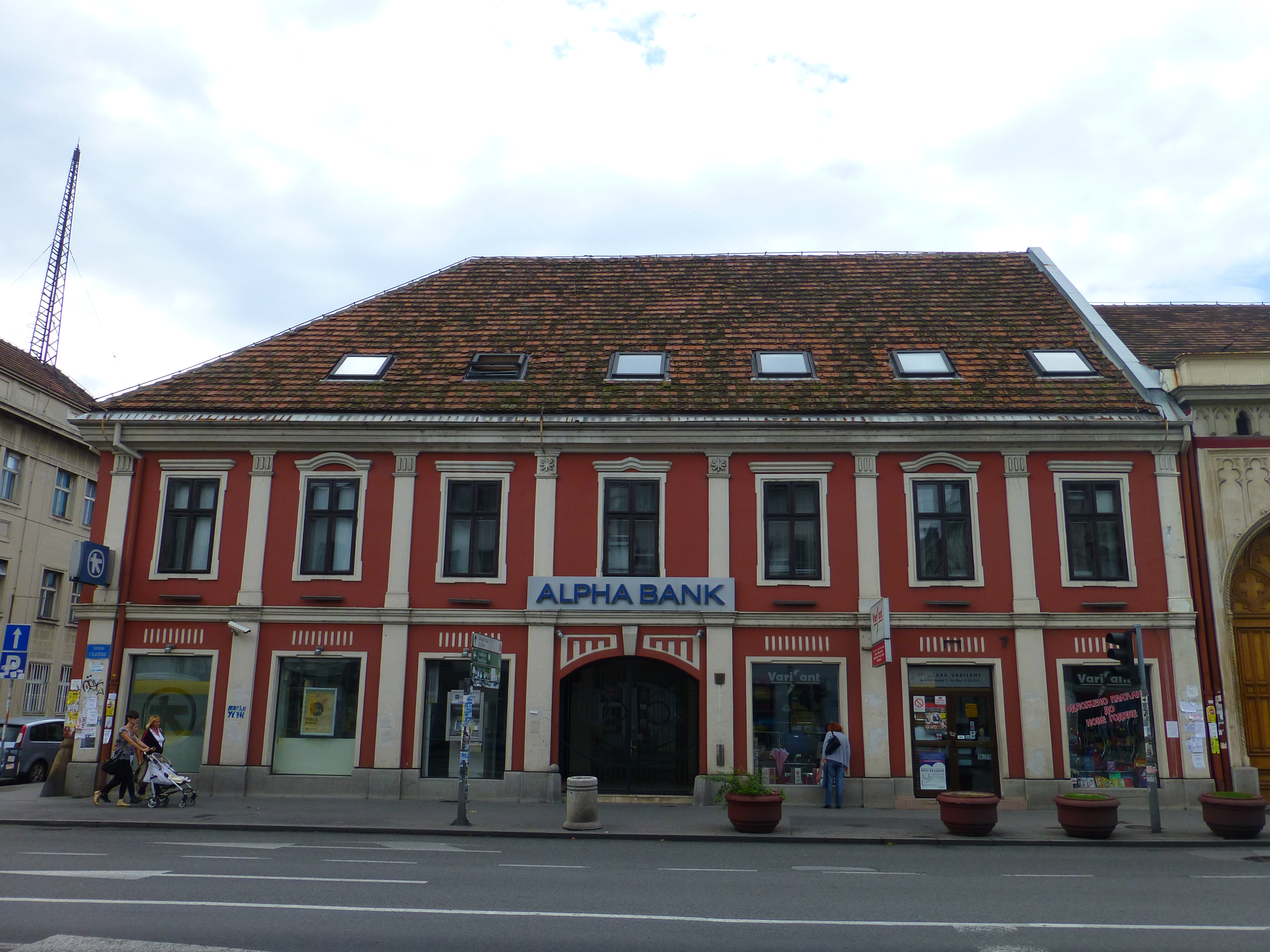
Autre vue du bâtiment